# Бовдури (фільм)
«Бовдури» (англ. The Goonies) — американська пригодницька комедія 1985 року.
Економічно неблагополучний район чекає розселення та знесення, щоб звільнити місце для гольф-клубу. Діти, які не хочуть переїжджати і розлучатися один з одним, випадково знаходять карту піратських скарбів. Вони вирішують розшукати їх щоб батьки змогли позбудуться боргів і не продавати будинки будівельній компанії.

## Сюжет
З в'язниці тікає злочинець Френсіс Фрателлі. Його забирають брат Джейк та їхня мати — всі учасники банди. Злочинці ховають своє авто серед автопробігу. Тим часом група дітей, які називають себе «Бовдури» — Майк «Майкі» Волш, Річард «Розумаха» Ван, Кларк «Ротяка» Деверо та Лоуренс «Жиртрест» Коен — збираються на останні вихідні разом. Справа в тому, що їхній район невдовзі буде знесений для будівництва гольф-клубу. Лоуренс розповідає як бачив гонитву поліцейських за бандитами, та йому не вірять, бо він часто бреше. Мати Майка приводить економку Розаліту (яка розуміє тільки іспанську), щоб та допомогла з переїздом. Кларк перекладає всі прохання Розаліті так, аби вони звучали моторошно й підозріло.
Оглядаючи, що можна забрати з горища, діти натрапляють на дублон 1632 року та стару карту, де позначено розташування скарбів легендарного пірата «Одноокого Віллі». Це місце виявляється неподалік і діти вирішують знайти скарб, щоб врятувати свої домівки від знесення. Старший брат Майкі, Брендон «Бренд» Волш, критикує затію. Тоді діти зв'язують його і вирушають до покинутого ресторану на узбережжі, що збігається з указаним на карті місцем.
Невдовзі група дізнається, що занедбаний ресторан є притулком злочинної родини Фрателлі: Френсіса, Джейка та їхньої матері. Майк потрапляє до кімнати з четвертим учасником банди — потворним Лінивцем. Хлопець тікає і натикається на Брендона, що звільнився та вирушив на пошуки дітей.
До групи приєднуються Андрея «Енді» Кармайкл, яка закохана в Брендона, та її найкраща подруга Стефані «Стеф» Штайнбреннер. Коли бандити їдуть, група вирішує все-таки знайти скарб. Вони знаходять вхід до тунелю, схований під каміном, а Лоуренс опиняється в морозильній камері, де бандити сховали труп. Згодом він вибирається та вирушає викликати поліцію. Але в першому авто, яке він спиняє, виявляються бандити. Злочинці схоплюють Лоуренса та вимагають «розказати все». Той розуміє це по-своєму й розповідає про всі свої погані вчинки.
«Бовдури», Брендон, Андрея та Стефані, намагаючись вибратися з підземелля, ламають водопровідні труби, що призводить до аварій в околиці. Випадковий струмінь води відкриває прохід у печеру. Діти уникають розставлених у давнину Однооким Віллі пасток і виходять у кімнату, наповнену монетами. До їхнього розчарування це виявляються сучасні монети, які люди кидали в «колодязь бажань». Але нагорі саме стояв знайомий «Бовдурів», Трой. Він спускає мотузку, та увагу «Бовдурів» привертає старовинний механізм.
Лоуренса бандити замикають у кімнаті з Лінивцем, який, попри свою потворність, дружньо ставиться до хлопчика. Лінивець звільняє Лоуренса, той тікає і телефонує шерифу, який проте не вірить у розповідь про пошуки скарбів.
Нарешті «Бовдури» досягають гроту, де стоїть піратський корабель Одноокого Віллі «Інферно», наповнений справжніми скарбами. Там сидить скелет Одноокого Віллі, і Майкі попереджає не брати нічого з терезів перед скелетом, вважаючи це пошаною пірату. Бандити йдуть слідом і, погрожуючи зброєю, вимагають віддати їм усі скарби. Але втручаються Лоуренс і Лінивець. Діти стрибають за борт і пливуть у безпечне місце. Бренд рятує Енді від утоплення, і вони цілуються. Фрателлі беруться грабувати корабель, включно зі скарбами на терезах Віллі, що запускає пастку, в результаті чого грот обвалюється. Завдяки Лінивцю діти та бандити ледве тікають.
Діти вибираються на пляжі, а банду Фрателлі заарештовує поліція. «Бовдури» заступаються за Лінивця, і Лоуренс запрошує його жити в своєму будинку. У той момент, коли батько Майкі збирався підписати документи про передачу будинка під знесення, Розаліта виявляє, що бандити не знайшли в Майкі мішечок, наповнений коштовним камінням. Батько Майкі розриває папери, заявляючи, що у них тепер достатньо грошей. Поки «Бовдури» розповідають про свою пригоду приголомшеній поліції та пресі, увагу всіх привертає «Інферно», який випливає з гроту й відпливає вдалину.

## У ролях
| Актор            | Роль                    |
| ---------------- | ----------------------- |
| Шон Астін        | Майк «Майкі» Волш       |
| Джош Бролін      | Брендон «Бренд» Волш    |
| Джефф Коен       | Лоуренс «Жиртрест» Коен |
| Корі Фельдман    | Кларк «Ротяка» Доверо   |
| Керрі Грін       | Енді                    |
| Марта Плімптон   | Стеф                    |
| Джонатан Ке Кван | Річард «Розумака» Ван   |
| Джон Матушак     | Лінивець                |
| Роберт Даві      | Джейк                   |
| Джо Пантоліано   | Френсіс                 |
| Енн Ремсі        | мама Фрателлі           |

| Актор              | Роль            |
| ------------------ | --------------- |
| Лупі Онтіверос     | Розаліта        |
| Мері Еллен Трейнор | місіс Волш      |
| Кіт Волкер         | містер Волш     |
| Курт Генсон        | містер Перкінс  |
| Стів Ентін         | Трой            |
| Пол Туерпе         | шериф           |
| Джордж Роботем     | тюремник        |
| Чарльз МакДеніел   | батько Лоуренса |
| Елейн Коен МакМаон | мати Лоуренса   |
| Майкл Пол Чан      | батько Річарда  |
| Нік Маклін         | батько Кларка   |

## Саундтрек
| Список треків | Список треків                                               | Список треків |
| #             | Назва                                                       | Тривалість    |
| ------------- | ----------------------------------------------------------- | ------------- |
| 1.            | «Fratelli Chase»                                            | 2:49          |
| 2.            | «Map and Willie»                                            | 2:16          |
| 3.            | «The Goondocks (Goonies Theme)»                             | 2:04          |
| 4.            | «Doubloon»                                                  | 1:47          |
| 5.            | «Lighthouse»                                                | 1:19          |
| 6.            | «Cellar and Sloth»                                          | 1:41          |
| 7.            | «Restaurant Trash»                                          | 0:55          |
| 8.            | «The It/Fifty Dollar Bills and a Stiff»                     | 4:36          |
| 9.            | «It All Starts Here»                                        | 1:30          |
| 10.           | «Plumbing»                                                  | 1:25          |
| 11.           | «Skull and Signature»                                       | 3:25          |
| 12.           | «Boulders/Bats and a Blender»                               | 2:33          |
| 13.           | «Wishing Well and the Fratellis Find Coin»                  | 2:49          |
| 14.           | «Mikey's Vision»                                            | 1:52          |
| 15.           | «Oath and Bobby Traps»                                      | 1:06          |
| 16.           | «Triple Stones and a Ball»                                  | 2:11          |
| 17.           | «Pee Break and Kissing Tunnel»                              | 2:06          |
| 18.           | «They're Here and Skull Cave Chase»                         | 3:03          |
| 19.           | «Playing the Bones»                                         | 4:19          |
| 20.           | «Water Slide and Galleon»                                   | 1:38          |
| 21.           | «Octopus»                                                   | 1:02          |
| 22.           | «The Inferno»                                               | 1:14          |
| 23.           | «One Eyed Willie»                                           | 3:05          |
| 24.           | «Treasure/Data & Mouth/Walk the Plank»                      | 3:18          |
| 25.           | «Sloth & Chunk»                                             | 1:58          |
| 26.           | «Mama & Sloth»                                              | 1:58          |
| 27.           | «The Fighting Fratellis/Sloth's Choice/Ultimate Booby Trap» | 3:24          |
| 28.           | «The Reunion and Fratellis on Beach»                        | 3:39          |
| 29.           | «No Firme and Pirate Ship»                                  | 2:42          |
| 30.           | «End Titles (Goonies Theme)»                                | 3:06          |
| 31.           | «Fratelli Chase (original version)»                         | 3:35          |
| 32.           | «Triple Stones and a Ball (original version)»               | 1:54          |
| 33.           | «They're Here and Skull Cave Chase (original version)»      | 1:55          |
| 34.           | «Octopus (original version)»                                | 1:03          |

## Сприйняття
Агрегатор відгуків Rotten Tomatoes повідомляє, що 77 % критиків схвалили фільм, давши йому середню оцінку 6,5/10. Консенсус критиків: «„Бовдури“ — це енергійна, іноді галаслива суміш Спілбергівських настроїв і веселих трюків, яка однаково сподобається дітям і ностальгуючим дорослим». На Metacritic фільм отримав рейтинг 62/100, що відповідає «загалом схвальним відгукам».